# Italia ai XX Giochi olimpici invernali
L'Italia ha partecipato ai XX Giochi olimpici invernali di Torino, svoltisi a dall'11 al 26 febbraio 2006, con una delegazione di 179 atleti, 106 uomini e 73 donne, chiudendo al nono posto nel medagliere con cinque ori e sei bronzi.

## Medaglie

### Medagliere per discipline
| Sport        | Oro | Argento | Bronzo | Totale |
| ------------ | --- | ------- | ------ | ------ |
| Sci di fondo | 2   | 0       | 2      | 4      |
| Pattinaggio  | 2   | 0       | 1      | 3      |
| Slittino     | 1   | 0       | 1      | 2      |
| Bob          | 0   | 0       | 1      | 1      |
| Short track  | 0   | 0       | 1      | 1      |
| Totale       | 5   | 0       | 6      | 11     |

### Medaglie d'oro
| Medaglia | Nome                                                                 | Sport                   | Evento                 |
| -------- | -------------------------------------------------------------------- | ----------------------- | ---------------------- |
| Oro      | Enrico Fabris                                                        | Pattinaggio di velocità | 1.500 metri            |
| Oro      | Matteo Anesi Stefano Donagrandi Enrico Fabris Ippolito Sanfratello   | Pattinaggio di velocità | Inseguimento a squadre |
| Oro      | Giorgio Di Centa                                                     | Sci nordico             | 50 km                  |
| Oro      | Fulvio Valbusa Giorgio Di Centa Pietro Piller Cottrer Cristian Zorzi | Sci nordico             | Staffetta 4x10 km      |
| Oro      | Armin Zöggeler                                                       | Slittino                | Singolo maschile       |

### Medaglie di bronzo
| Medaglia | Nome                                                                 | Sport                   | Evento              |
| -------- | -------------------------------------------------------------------- | ----------------------- | ------------------- |
| Bronzo   | Enrico Fabris                                                        | Pattinaggio di velocità | 5.000 metri         |
| Bronzo   | Pietro Piller Cottrer                                                | Sci di fondo            | Inseguimento 30 km  |
| Bronzo   | Arianna Follis Gabriella Paruzzi Antonella Confortola Sabina Valbusa | Sci di fondo            | Staffetta 4x5 km    |
| Bronzo   | Gerhard Plankensteiner Oswald Haselrieder                            | Slittino                | Doppio maschile     |
| Bronzo   | Marta Capurso Arianna Fontana Katia Zini Mara Zini                   | Short track             | Staffetta femminile |
| Bronzo   | Gerda Weissensteiner Jennifer Isacco                                 | Bob                     | Bob a 2             |

## Biathlon
| Gara                        | Atleta                                                                      | Risultati | Risultati | Risultati   |
| Gara                        | Atleta                                                                      | Tempo     | Penalità  | Piazzamento |
| --------------------------- | --------------------------------------------------------------------------- | --------- | --------- | ----------- |
| Sprint individuale maschile | Sergio Bonaldi                                                              | 30'06"7   | 3         | 68º         |
| Sprint individuale maschile | Christian De Lorenzi                                                        | 28'14"5   | 4         | 27º         |
| Sprint individuale maschile | Wilfried Pallhuber                                                          | 28'05"6   | 1         | 22º         |
| Sprint individuale maschile | René-Laurent Vuillermoz                                                     | 28'46"7   | 4         | 40º         |
| Inseguimento maschile       | Christian De Lorenzi                                                        | 37'28"53  | 4         | 14º         |
| Inseguimento maschile       | Wilfried Pallhuber                                                          | 37'30"36  | 3         | 17º         |
| Inseguimento maschile       | René-Laurent Vuillermoz                                                     | 37'27"33  | 6         | 13º         |
| Individuale maschile        | Paolo Longo                                                                 | 1:01'27"9 | 5         | 55º         |
| Individuale maschile        | Christian De Lorenzi                                                        | 56'04"0   | 1         | 7º          |
| Individuale maschile        | Wilfried Pallhuber                                                          | 56'08"4   | 1         | 9º          |
| Individuale maschile        | René-Laurent Vuillermoz                                                     | 58'17"9   | 4         | 25º         |
| Mass start maschile         | Christian De Lorenzi                                                        | 49'59"6   | 4         | 26º         |
| Mass start maschile         | Wilfried Pallhuber                                                          | 49'41"5   | 2         | 24º         |
| Mass start maschile         | René-Laurent Vuillermoz                                                     | 49'53"1   | 4         | 25º         |
| Staffetta maschile          | Christian De Lorenzi René-Laurent Vuillermoz Paolo Longo Wilfried Pallhuber | 1:23'40"9 | 12        | 8°          |

| Gara                         | Atleta                                                   | Risultati | Risultati | Risultati   |
| Gara                         | Atleta                                                   | Tempo     | Penalità  | Piazzamento |
| ---------------------------- | -------------------------------------------------------- | --------- | --------- | ----------- |
| Sprint individuale femminile | Katja Haller                                             | 25'22"6   | 1         | 53ª         |
| Sprint individuale femminile | Michela Ponza                                            | 23'27"2   | 1         | 13ª         |
| Sprint individuale femminile | Nathalie Santer                                          | 24'09"5   | 2         | 17ª         |
| Sprint individuale femminile | Saskia Santer                                            | 25'42"6   | 3         | 57ª         |
| Inseguimento femminile       | Katja Haller                                             | DNF       | DNF       | DNF         |
| Inseguimento femminile       | Michela Ponza                                            | 38'51"79  | 2         | 5ª          |
| Inseguimento femminile       | Nathalie Santer                                          | 43'31"68  | 10        | 28ª         |
| Inseguimento femminile       | Saskia Santer                                            |           |           |             |
| Individuale femminile        | Barbara Ertl                                             | 55'30"0   | 2         | 38ª         |
| Individuale femminile        | Michela Ponza                                            | 53'01"4   | 2         | 17ª         |
| Individuale femminile        | Nathalie Santer                                          | 57'08"4   | 6         | 52ª         |
| Individuale femminile        | Saskia Santer                                            | 56'52"1   | 6         | 51ª         |
| Mass start femminile         | Michela Ponza                                            | 42'21"6   | 1         | 11ª         |
| Staffetta femminile          | Michela Ponza Saskia Santer Nathalie Santer Barbara Ertl | 1:22'42"7 | 12        | 12ª         |

## Bob
| Gara                   | Equipaggio                                                          | Manche 1 | Manche 2 | Manche 3 | Manche 4 | Totale  | Posizione |
| ---------------------- | ------------------------------------------------------------------- | -------- | -------- | -------- | -------- | ------- | --------- |
| Bob a due maschile     | Simone Bertazzo Matteo Torchio                                      | 55"78    | 55"99    | 56"43    | 56"95    | 3'45"15 | 9º        |
| Bob a due maschile     | Fabrizio Tosini Samuele Romanini                                    | 56"06    | 56"02    | 56"93    | 57"10    | 3'46"11 | 13º       |
| Bob a quattro maschile | Simone Bertazzo Samuele Romanini Matteo Torchio Omar Sacco          | 55"63    | 56"13    | 55"46    | 55"62    | 3'42"84 | 12º       |
| Bob a quattro maschile | Fabrizio Tosini Luca Ottolino Antonio De Sanctis Giorgio Morbidelli | 55"80    | 55"73    | 55"57    | 55"51    | 3'42"61 | 11º       |
| Bob a due femininile   | Gerda Weissensteiner Jennifer Isacco                                | 57"50    | 57"67    | 57"71    | 58"13    | 3'51"01 |           |
| Bob a due femininile   | Jessica Gillarduzzi Fabiana Mollica                                 | 58"26    | 57"77    | 58"38    | 58"55    | 3'52"96 | 12ª       |

## Combinata nordica
| Gara                  | Atleta                                                           | Salto | Salto | Fondo   | Fondo            | Posizione |
| Gara                  | Atleta                                                           | Punti | Pos.  | Tempo   | Tempo + distacco | Posizione |
| --------------------- | ---------------------------------------------------------------- | ----- | ----- | ------- | ---------------- | --------- |
| Sprint                | Davide Bresadola                                                 | 102,0 | 31    | 20'08"3 | 21'43"3          | 44º       |
| Sprint                | Giuseppe Michielli                                               | 104,7 | 26    | 18'08"0 | 19'32"0          | 16º       |
| Sprint                | Daniele Munari                                                   | 89,2  | 44    | 19'21"0 | 21'03"1          | 38º       |
| Sprint                | Jochen Strobl                                                    | 96,0  | 37    | 18'10"8 | 20'09"8          | 30º       |
| Individuale Gundersen | Giuseppe Michielli                                               | 219,5 | 21    | 39'13"5 | 42'05"5          | 14º       |
| Individuale Gundersen | Daniele Munari                                                   | 196,5 | 35    | 40'42"3 | 45'06"3          | 39º       |
| Individuale Gundersen | Alessandro Pittin                                                | 161,5 | 47    | 42'06"2 | 48'50"2          | 46º       |
| Individuale Gundersen | Jochen Strobl                                                    | 190,5 | 41    | 39'54"3 | 44'42"3          | 34º       |
| Gara a squadre        | Davide Bresadola Jochen Strobl Daniele Munari Giuseppe Michielli | DNS   | DNS   | DNS     | DNS              | DNS       |

## Curling

### Torneo maschile
La squadra è stata composta da:
- Joël Retornaz (skip)
- Fabio Alverà
- Gian Paolo Zandegiacomo
- Antonio Menardi
- Marco Mariani (alternate)

#### Prima fase
| Sessione | Squadre       | Finale | 1 | 2 | 3 | 4 | 5 | 6 | 7 | 8 | 9 | 10 | 11 |
| -------- | ------------- | ------ | - | - | - | - | - | - | - | - | - | -- | -- |
| 1        | Italia        | 5      | 1 | 0 | 2 | 0 | 1 | 0 | 1 | 0 | 0 | 0  |    |
| 1        | Regno Unito   | 7      | 0 | 3 | 0 | 2 | 0 | 1 | 0 | 0 | 0 | 1  |    |
| 2        | Italia        | 5      | 0 | 0 | 1 | 0 | 0 | 1 | 0 | 2 | 0 | 1  |    |
| 2        | Svezia        | 7      | 0 | 2 | 0 | 1 | 0 | 0 | 2 | 0 | 2 | 0  |    |
| 4        | Germania      | 8      | 0 | 1 | 2 | 0 | 1 | 0 | 0 | 4 | 0 | 0  | 0  |
| 4        | Italia        | 9      | 1 | 0 | 0 | 2 | 0 | 2 | 0 | 0 | 2 | 1  | 1  |
| 5        | Stati Uniti   | 5      | 0 | 0 | 0 | 0 | 2 | 0 | 2 | 0 | 0 | 1  |    |
| 5        | Italia        | 6      | 0 | 0 | 1 | 1 | 0 | 2 | 0 | 1 | 1 | 0  |    |
| 6        | Italia        | 3      | 0 | 0 | 2 | 0 | 1 | 0 | 0 | X | X | X  |    |
| 6        | Norvegia      | 11     | 0 | 2 | 0 | 4 | 0 | 1 | 4 | X | X | X  |    |
| 8        | Nuova Zelanda | 5      | 0 | 1 | 0 | 1 | 0 | 0 | 1 | 0 | 1 | 1  | 0  |
| 8        | Italia        | 6      | 0 | 0 | 2 | 0 | 2 | 0 | 0 | 1 | 0 | 0  | 1  |
| 9        | Canada        | 6      | 0 | 0 | 1 | 0 | 0 | 1 | 1 | 0 | 2 | 1  | 0  |
| 9        | Italia        | 7      | 2 | 1 | 0 | 1 | 1 | 0 | 0 | 1 | 0 | 0  | 1  |
| 10       | Italia        | 4      | 0 | 1 | 0 | 1 | 1 | 0 | 1 | 0 | 0 | 0  |    |
| 10       | Finlandia     | 7      | 1 | 0 | 2 | 0 | 0 | 2 | 0 | 0 | 1 | 1  |    |
| 12       | Svizzera      | 10     | 4 | 0 | 1 | 0 | 3 | 2 | X | X | X | X  |    |
| 12       | Italia        | 2      | 0 | 1 | 0 | 1 | 0 | 0 | X | X | X | X  |    |

Classifica
| Squadre       | G | V | P |
| ------------- | - | - | - |
| Finlandia     | 9 | 7 | 2 |
| Canada        | 9 | 6 | 3 |
| Stati Uniti   | 9 | 6 | 3 |
| Regno Unito   | 9 | 6 | 3 |
| Norvegia      | 9 | 5 | 4 |
| Svizzera      | 9 | 5 | 4 |
| Italia        | 9 | 4 | 5 |
| Svezia        | 9 | 3 | 6 |
| Germania      | 9 | 3 | 6 |
| Nuova Zelanda | 9 | 0 | 9 |

### Torneo femminile
La squadra è stata composta da:
- Diana Gaspari (skip)
- Giulia Lacedelli
- Rosa Pompanin
- Violetta Caldart
- Eleonora Alverà (alternate)

#### Prima fase
| Sessione | Squadre     | Finale | 1 | 2 | 3 | 4 | 5 | 6 | 7 | 8 | 9 | 10 | 11 |
| -------- | ----------- | ------ | - | - | - | - | - | - | - | - | - | -- | -- |
| 1        | Svizzera    | 11     | 0 | 0 | 4 | 0 | 2 | 0 | 3 | 2 | X | X  |    |
| 1        | Italia      | 4      | 1 | 0 | 0 | 2 | 0 | 1 | 0 | 0 | X | X  |    |
| 2        | Italia      | 7      | 0 | 3 | 0 | 1 | 0 | 2 | 0 | 1 | 0 | 0  |    |
| 2        | Danimarca   | 10     | 1 | 0 | 1 | 0 | 4 | 0 | 3 | 0 | 1 | 0  |    |
| 4        | Italia      | 6      | 1 | 0 | 1 | 0 | 1 | 0 | 1 | 0 | 0 | 2  |    |
| 4        | Russia      | 4      | 0 | 1 | 0 | 1 | 0 | 1 | 0 | 0 | 1 | 0  |    |
| 5        | Svezia      | 8      | 0 | 0 | 2 | 0 | 3 | 0 | 1 | 0 | 1 | 1  |    |
| 5        | Italia      | 4      | 0 | 1 | 0 | 1 | 0 | 1 | 0 | 1 | 0 | 0  |    |
| 6        | Norvegia    | 9      | 1 | 0 | 1 | 0 | 2 | 0 | 0 | 2 | 0 | 1  | 2  |
| 6        | Italia      | 7      | 0 | 2 | 0 | 1 | 0 | 1 | 2 | 0 | 1 | 0  | 0  |
| 8        | Regno Unito | 9      | 0 | 0 | 2 | 0 | 2 | 0 | 2 | 0 | 2 | 1  |    |
| 8        | Italia      | 5      | 0 | 1 | 0 | 2 | 0 | 1 | 0 | 1 | 0 | 0  |    |
| 9        | Italia      | 3      | 0 | 0 | 0 | 0 | 3 | 0 | X | X | X | X  |    |
| 9        | Stati Uniti | 11     | 0 | 2 | 3 | 2 | 0 | 4 | X | X | X | X  |    |
| 10       | Italia      | 4      | 0 | 0 | 0 | 2 | 0 | 1 | 1 | 0 | 0 | X  |    |
| 10       | Canada      | 11     | 1 | 2 | 2 | 0 | 2 | 0 | 0 | 2 | 2 | X  |    |
| 12       | Italia      | 4      | 1 | 0 | 0 | 1 | 0 | 1 | 1 | 0 | 0 | 0  |    |
| 12       | Giappone    | 6      | 0 | 1 | 0 | 0 | 1 | 0 | 0 | 2 | 0 | 2  |    |

Classifica
| Squadre     | G | V | P |
| ----------- | - | - | - |
| Svezia      | 9 | 7 | 2 |
| Svizzera    | 9 | 7 | 2 |
| Canada      | 9 | 6 | 3 |
| Norvegia    | 9 | 6 | 3 |
| Regno Unito | 9 | 5 | 4 |
| Russia      | 9 | 5 | 4 |
| Giappone    | 9 | 4 | 5 |
| Danimarca   | 9 | 2 | 7 |
| Stati Uniti | 9 | 2 | 7 |
| Italia      | 9 | 1 | 8 |

## Freestyle
| Gara            | Atleta                 | Qualificazioni | Qualificazioni | Finale          | Finale    |
| Gara            | Atleta                 | Punti          | Posizione      | Punti           | Posizione |
| --------------- | ---------------------- | -------------- | -------------- | --------------- | --------- |
| Gobbe maschile  | Walter Bormolini       | 22,87          | 18º            | 21,36           | 18º       |
| Gobbe maschile  | Claudio Bosia          | 19,62          | 31º            | Non qualificato | 31º       |
| Gobbe maschile  | Simone Galli           | 21,98          | 21º            | Non qualificato | 21º       |
| Gobbe maschile  | Mattia Pegorari        | 16,25          | 34º            | Non qualificato | 34º       |
| Gobbe femminile | Mariangela Parravicini | 19,62          | 23ª            | Non qualificata | 23ª       |
| Gobbe femminile | Deborah Scanzio        | 22,72          | 13ª            | 23,00           | 9ª        |

## Hockey su ghiaccio

### Torneo maschile

#### Roster
La squadra maschile è composta da:
| Portieri: Renè Baur (SG Brunech) Günther Hell (HC Bolzano) Jason Muzzatti (HC Bolzano) |

| Difensori: Christian Borgatello (HC Milano) Armin Helfer (HC Milano) Bob Nardella (Rockford IceHogs) Florian Ramoser (HC Bolzano) André Signoretti (SG Cortina) Michele Strazzabosco (HC Milano) Carter Trevisani (A&O Asiago) Carlo Lorenzi (HC Alleghe) |

| Attaccanti: Luca Ansoldi (SV Ritten) Joe Busillo (HC Milano) Mario Chitarroni (HC Milano) Jason Cirone (HC Asiago) Giorgio De Bettin (SG Cortina) Manuel De Toni (HC Alleghe) Tony Iob (Klagenfurter HC) Stefano Margoni (HC Bolzano) John Parco (A&O Asiago) Giulio Scandella (A&O Asiago) Lucio Topatigh (A&O Asiago) Tony Tuzzolino (Modo Hockey) Stefan Zisser (HC Alleghe) Nicola Fontanive (HC Alleghe) |

#### Prima fase
| Torino 15 febbraio 2006, ore 13:05 UTC+1 | Italia | 2 – 7 (0-1, 2-5, 0-1) referto | Canada | Palasport Olimpico (8.575 spett.) |

| Torino 16 febbraio 2006, ore 12:05 UTC+1 | Finlandia | 6 – 0 (0-0, 4-0, 2-0) referto | Italia | Palasport Olimpico (7.776 spett.) |

| Torino 18 febbraio 2006, ore 13:05 UTC+1 | Italia | 3 – 3 (1-0, 0-1, 2-2) referto | Germania | Palasport Olimpico (8.908 spett.) |

| Torino 19 febbraio 2006, ore 20:05 UTC+1 | Rep. Ceca | 4 – 1 (2-0, 1-0, 1-1) referto | Italia | Palasport Olimpico (8.776 spett.) |

| Torino 21 febbraio 2006, ore 12:35 UTC+1 | Svizzera | 3 – 3 (2-1, 0-1, 1-1) referto | Italia | Palasport Olimpico (8.529 spett.) |

Classifica
| Squadre   | Punti | PG | V | P | GF | GS | DG  |
| --------- | ----- | -- | - | - | -- | -- | --- |
| Finlandia | 10    | 5  | 5 | 0 | 19 | 2  | +17 |
| Svizzera  | 6     | 5  | 2 | 1 | 10 | 12 | -2  |
| Canada    | 6     | 5  | 3 | 2 | 15 | 9  | +6  |
| Rep. Ceca | 4     | 5  | 2 | 3 | 14 | 12 | +2  |
| Germania  | 2     | 5  | 0 | 3 | 7  | 16 | -9  |
| Italia    | 2     | 5  | 0 | 3 | 9  | 23 | -14 |

### Torneo femminile

#### Roster
La squadra femminile è composta da:
| Portieri: Luana Frasnelli (HC Eagles Bolzano) Debora Montanari (HC All Stars Piemonte) |

| Difensori: Michela Angeloni (HC Lario Halloween Como) Valentina Bettarini (HC Eagles Bolzano) Nadia de Nardin (Agordo Hockey) Linda De Rocco (Agordo Hockey) Rebecca Fiorese (HC Lario Halloween Como) Manuela Friz (Agordo Hockey) Katharina Sparer (HC Eagles Bolzano) Sabrina Viel (Agordo Hockey) |

| Attaccanti: Evelyn Bazzanella (HC Eagles Bolzano) Celeste Bissardella (HC Eagles Bolzano) Heidi Caldart (Agordo Hockey) Silvia Carignano (HC All Stars Piemonte) Diana Da Rugna (Agordo Hockey) Anna De la Forest (HC All Stars Piemonte) Sabina Florian (SC Riessersee) Waltraud Kaser (HC Eagles Bolzano) Maria Michaela Leitner (HC Eagles Bolzano) Silvia Toffano (HC Eagles Bolzano) |

#### Prima fase
| Torino 11 febbraio 2006, ore 20:35 UTC+1 | Canada | 16 – 0 (5-0, 4-0, 7-0) | Italia | Palasport Olimpico (8.399 spett.) |

| Torino 13 febbraio 2006, ore 15:05 UTC+1 | Svezia | 11 – 0 (3-0, 5-0, 3-0) | Italia | Palasport Olimpico (2.156 spett.) |

| Torino 18 febbraio 2006, ore 13:05 UTC+1 | Italia | 1 – 5 (1-1, 0-1, 0-2) | Russia | Palasport Olimpico (2.046 spett.) |

Classifica
| Squadre | Punti | PG | V | P | GF | GS | DG  |
| ------- | ----- | -- | - | - | -- | -- | --- |
| Canada  | 6     | 3  | 3 | 0 | 36 | 1  | +35 |
| Svezia  | 4     | 3  | 2 | 1 | 15 | 9  | +6  |
| Russia  | 2     | 3  | 1 | 2 | 6  | 16 | -10 |
| Italia  | 0     | 3  | 0 | 3 | 1  | 32 | -31 |

## Pattinaggio di figura
| Gara                  | Atleta                                | Obbligatorio | Obbligatorio | Breve/Originale | Breve/Originale | Libero          | Libero          | Totale          | Totale |
| Gara                  | Atleta                                | Punti        | Pos.         | Punti           | Pos.            | Punti           | Pos.            | Punti           | Pos.   |
| --------------------- | ------------------------------------- | ------------ | ------------ | --------------- | --------------- | --------------- | --------------- | --------------- | ------ |
| Individuale maschile  | Karel Zelenka                         | N.D.         | N.D.         | 53,46           | 25º             | Non qualificato | Non qualificato | Non qualificato | 25º    |
| Individuale femminile | Silvia Fontana                        | N.D.         | N.D.         | 42,47           | 23ª             | 77,90           | 22ª             | 120,37          | 22ª    |
| Individuale femminile | Carolina Kostner                      | N.D.         | N.D.         | 53,77           | 11ª             | 99,73           | 9ª              | 153,50          | 9ª     |
| Danza su ghiaccio     | Federica Faiella Massimo Scali        | 33,20        | 10ª          | 43,25           | 21ª             | 87,92           | 10ª             | 164,37          | 13ª    |
| Danza su ghiaccio     | Barbara Fusar Poli Maurizio Margaglio | 38,78        | 1ª           | 51,73           | 10ª             | 92,95           | 8ª              | 183,46          | 6ª     |

## Pattinaggio di velocità
| Gara    | Atleta               | Tempo    | Posizione |
| ------- | -------------------- | -------- | --------- |
| 1500 m  | Matteo Anesi         | 1'49"88  | 29º       |
| 500 m   | Maurizio Carnino     | 1'12"67  | 31º       |
| 1000 m  | Maurizio Carnino     | 1'11"44  | 30º       |
| 1500 m  | Stefano Donagrandi   | 1'48"85  | 22º       |
| 5000 m  | Stefano Donagrandi   | 6'33"45  | 16º       |
| 1500 m  | Enrico Fabris        | 1'45"97  |           |
| 5000 m  | Enrico Fabris        | 6'18"25  |           |
| 10000 m | Enrico Fabris        | 13'21"54 | 8º        |
| 500 m   | Ermanno Ioriatti     | 1'11"68  | 21º       |
| 1000 m  | Ermanno Ioriatti     | DSQ      | DSQ       |
| 1500 m  | Ippolito Sanfratello | 1'48"44  | 18º       |
| 5000 m  | Ippolito Sanfratello | 6'32"48  | 14º       |
| 10000 m | Ippolito Sanfratello | 13'41"91 | 19º       |

| Gara   | Atleta           | Tempo   | Posizione |
| ------ | ---------------- | ------- | --------- |
| 1500 m | Adelia Marra     | 2'03"07 | 31ª       |
| 500 m  | Chiara Simionato | 1'17"68 | 10ª       |
| 1000 m | Chiara Simionato | 1'17"53 | 13ª       |
| 1500 m | Chiara Simionato | 1'58"76 | 5ª        |

| Quarti di finale                                       |          |                                                                   |           |
| Italia Matteo Anesi Enrico Fabris Ippolito Sanfratello | 3'43"63  | Stati Uniti K.C. Boutiette Chad Hedrick Charles Ryan Leveille Cox | 3'44"11   |
| Semifinale                                             |          |                                                                   |           |
| Italia Matteo Anesi Enrico Fabris Ippolito Sanfratello | Overtook | Paesi Bassi Sven Kramer Carl Verheijen Erben Wennemars            | Overtaken |
| Finale A                                               |          |                                                                   |           |
| Canada Arne Dankers Steven Elm Justin Warsylewicz      | 3'47"28  | Italia Matteo Anesi Enrico Fabris Ippolito Sanfratello            | 3'44"46   |

## Salto con gli sci
| Gara               | Atleta                                                                | Qualificazione | Qualificazione | Finale          | Finale          | Finale          | Posizione |
| Gara               | Atleta                                                                | Punti salto    | Posizione      | Punti 1° salto  | Punti 2° salto  | Punti totali    | Posizione |
| ------------------ | --------------------------------------------------------------------- | -------------- | -------------- | --------------- | --------------- | --------------- | --------- |
| Trampolino normale | Alessio Bolognani                                                     | 100,5          | 40º            | Non qualificato | Non qualificato | Non qualificato | 40º       |
| Trampolino normale | Sebastian Colloredo                                                   | 118,0          | 14º            | 113,5           | 113,0           | 226,5           | 27º       |
| Trampolino normale | Andrea Morassi                                                        | 107,5          | 30º            | 108,5           | Non qualificato | Non qualificato | 36º       |
| Trampolino lungo   | Alessio Bolognani                                                     | 74,9           | 33º            | 70,7            | Non qualificato | Non qualificato | 44º       |
| Trampolino lungo   | Sebastian Colloredo                                                   | 94,1           | 13º            | 90,2            | Non qualificato | Non qualificato | 36º       |
| Trampolino lungo   | Andrea Morassi                                                        | 45,7           | 50º            | Non qualificato | Non qualificato | Non qualificato | 50º       |
| Gara a squadre     | Alessio Bolognani Davide Bresadola Sebastian Colloredo Andrea Morassi | N.D.           | N.D.           | 328,4           | Non qualificati | Non qualificati | 11º       |

## Sci alpino
| Gara      | Atleta                | 1° manche | 2° manche   | Tempo totale | Posizione |
| --------- | --------------------- | --------- | ----------- | ------------ | --------- |
| Slalom    | Manfred Mölgg         | DNF       | DNF         | DNF          | DNF       |
| Slalom    | Giorgio Rocca         | DNF       | DNF         | DNF          | DNF       |
| Slalom    | Hannes Paul Schmid    | 53"37     | 1'13"37     | 2'08"63      | 39º       |
| Slalom    | Patrick Thaler        | DNF       | DNF         | DNF          | DNF       |
| Gigante   | Massimiliano Blardone | 1'17"21   | 1'18"74     | 2'36"95      | 11º       |
| Gigante   | Manfred Mölgg         | DNF       | DNF         | DNF          | DNF       |
| Gigante   | Alberto Schieppati    | 1'18"21   | 1'19"62     | 2'37"83      | 15º       |
| Gigante   | Davide Simoncelli     | DNF       | DNF         | DNF          | DNF       |
| Super-g   | Massimiliano Blardone | 1'33"48   | 1'33"48     | 1'33"48      | 29º       |
| Super-g   | Peter Fill            | 1'31"54   | 1'31"54     | 1'31"54      | 13º       |
| Super-g   | Patrick Staudacher    | 1'31"91   | 1'31"91     | 1'31"91      | 17º       |
| Discesa   | Peter Fill            | 1'50"88   | 1'50"88     | 1'50"88      | 19º       |
| Discesa   | Kristian Ghedina      | 1'50"98   | 1'50"98     | 1'50"98      | 23º       |
| Discesa   | Patrick Staudacher    | 1'50"29   | 1'50"29     | 1'50"29      | 9º        |
| Discesa   | Kurt Sulzenbacher     | 1'50"84   | 1'50"84     | 1'50"84      | 18º       |
| Combinata | Peter Fill            | 1'39"22   | 47"46 45"43 | 3'12"21      | 9º        |
| Combinata | Giorgio Rocca         | 1'41"39   | 44"88 44"47 | 3'10"74      | 5º        |
| Combinata | Patrick Staudacher    | DNF       | DNF         | DNF          | DNF       |

| Gara      | Atleta             | 1° manche   | 2° manche | Tempo totale | Posizione |
| --------- | ------------------ | ----------- | --------- | ------------ | --------- |
| Slalom    | Annalisa Ceresa    | 44"55       | 48"22     | 1'32"77      | 24ª       |
| Slalom    | Chiara Costazza    | 44"15       | 46"93     | 1'31"08      | 8ª        |
| Slalom    | Daniela Merighetti | DNF         | DNF       | DNF          | DNF       |
| Slalom    | Manuela Mölgg      | 43"59       | 48"58     | 1'32"17      | 19ª       |
| Gigante   | Nadia Fanchini     | 1'01"77     | 1'09"69   | 2'11"46      | 8ª        |
| Gigante   | Denise Karbon      | 1'02"90     | DNF       | DNF          | DNF       |
| Gigante   | Manuela Mölgg      | DNF         | DNF       | DNF          | DNF       |
| Gigante   | Karen Putzer       | 1'02"46     | 1'10"01   | 2'12"47      | 14ª       |
| Super-g   | Daniela Ceccarelli | 1'35"26     | 1'35"26   | 1'35"26      | 31ª       |
| Super-g   | Elena Fanchini     | DNF         | DNF       | DNF          | DNF       |
| Super-g   | Nadia Fanchini     | 1'36"46     | 1'36"46   | 1'36"46      | 38ª       |
| Super-g   | Lucia Recchia      | 1'33"48     | 1'33"48   | 1'33"48      | 8ª        |
| Discesa   | Elena Fanchini     | 2'01"06     | 2'01"06   | 2'01"06      | 29ª       |
| Discesa   | Nadia Fanchini     | 1'57"84     | 1'57"84   | 1'57"84      | 10ª       |
| Discesa   | Daniela Merighetti | 2'01"76     | 2'01"76   | 2'01"76      | 32ª       |
| Discesa   | Lucia Recchia      | 1'58"30     | 1'58"30   | 1'58"30      | 13ª       |
| Combinata | Nadia Fanchini     | 40"90 46"21 | 1'30"04   | 2'57"15      | 20ª       |
| Combinata | Daniela Merighetti | 41"41 DSQ   | DSQ       | DSQ          | DSQ       |
| Combinata | Wendy Siorpaes     | 42"66 48"48 | 1'31"71   | 3'02"85      | 27ª       |

## Sci di fondo
| Gara                   | Atleta                                                               | Tempo d'arrivo | Posizione |
| ---------------------- | -------------------------------------------------------------------- | -------------- | --------- |
| 15 km tecnica classica | Valerio Checchi                                                      | 41'01"5        | 38º       |
| 30 km inseguimento     | Valerio Checchi                                                      | 1:17'37"8      | 19º       |
| 30 km inseguimento     | Giorgio Di Centa                                                     | 1:17'03"2      | 4º        |
| 50 km tecnica libera   | Giorgio Di Centa                                                     | 2:06'11"8      |           |
| 30 km inseguimento     | Pietro Piller Cottrer                                                | 1:17'01"2      |           |
| 50 km tecnica libera   | Pietro Piller Cottrer                                                | 2:06'14"0      | 5º        |
| 15 km tecnica classica | Fabio Santus                                                         | 40'47"0        | 33º       |
| 30 km inseguimento     | Fabio Santus                                                         | 1:17'25"5      | 16º       |
| 50 km tecnica libera   | Fabio Santus                                                         | 2:06'38"2      | 19º       |
| 15 km tecnica classica | Cristian Saracco                                                     | 41'12"0        | 40º       |
| 15 km tecnica classica | Fulvio Valbusa                                                       | 39'18"8        | 13º       |
| 50 km tecnica libera   | Fulvio Valbusa                                                       | 2:07'22"5      | 30º       |
| Staffetta 4x10 km      | Fulvio Valbusa Giorgio Di Centa Pietro Piller Cottrer Cristian Zorzi | 1:43'45"72     |           |

| Gara             | Atleta                                | Qualificazioni | Qualificazioni | Quarti di finale | Quarti di finale | Semifinali      | Semifinali      | Finale          | Finale    |
| Gara             | Atleta                                | Tempo          | Pos.           | Tempo            | Pos.             | Tempo           | Pos.            | Tempo           | Posizione |
| ---------------- | ------------------------------------- | -------------- | -------------- | ---------------- | ---------------- | --------------- | --------------- | --------------- | --------- |
| Individuale      | Renato Pasini                         | 2'16"87        | 11º            | 2'23"7           | 4º               | Non qualificato | Non qualificato | Non qualificato | 18º       |
| Individuale      | Freddy Schwienbacher                  | 2'18"59        | 17º            | 2'20"4           | 1º               | 2'22"8          | 3º              | 2'31"3          | 5º        |
| Individuale      | Cristian Zorzi                        | 2'16"23        | 5º             | 2'25"9           | 1º               | 2'26"1          | 2º              | 2'31"7          | 4º        |
| Sprint a squadre | Freddy Schwienbacher Giorgio Di Centa | N.D.           | N.D.           | N.D.             | N.D.             | 17'26"2         | 4º              | 17'31"3         | 9º        |

| Gara                   | Atleta                                                               | Tempo d'arrivo | Posizione |
| ---------------------- | -------------------------------------------------------------------- | -------------- | --------- |
| 10 km tecnica classica | Antonella Confortola                                                 | 30'26"9        | 34ª       |
| 15 km inseguimento     | Antonella Confortola                                                 | 45'11"9        | 22ª       |
| 30 km tecnica libera   | Antonella Confortola                                                 | DNF            | DNF       |
| 15 km inseguimento     | Arianna Follis                                                       | 46'40"9        | 36ª       |
| 30 km tecnica libera   | Arianna Follis                                                       | 1:24'46"1      | 12ª       |
| 10 km tecnica classica | Magda Genuin                                                         | 31'37"8        | 48ª       |
| 10 km tecnica classica | Cristina Paluselli                                                   | 30'46"0        | 39ª       |
| 10 km tecnica classica | Gabriella Paruzzi                                                    | 29'24"0        | 13ª       |
| 15 km inseguimento     | Gabriella Paruzzi                                                    | 43'18"9        | 5ª        |
| 30 km tecnica libera   | Gabriella Paruzzi                                                    | 1:23'00"8      | 5ª        |
| 15 km inseguimento     | Sabina Valbusa                                                       | 44'44"7        | 17ª       |
| 30 km tecnica libera   | Sabina Valbusa                                                       | 1:23'37"6      | 10ª       |
| Staffetta 4x10 km      | Arianna Follis Gabriella Paruzzi Antonella Confortola Sabina Valbusa | 54'58"7        |           |

| Gara             | Atleta                           | Qualificazioni | Qualificazioni | Quarti di finale | Quarti di finale | Semifinali      | Semifinali      | Finale          | Finale    |
| Gara             | Atleta                           | Tempo          | Pos.           | Tempo            | Pos.             | Tempo           | Pos.            | Tempo           | Posizione |
| ---------------- | -------------------------------- | -------------- | -------------- | ---------------- | ---------------- | --------------- | --------------- | --------------- | --------- |
| Individuale      | Arianna Follis                   | 2'12"20        | 2ª             | 2'14"7           | 2ª               | 2'16"2          | 3ª              | 2'20"3          | 7ª        |
| Individuale      | Magda Genuin                     | 2'16"41        | 18ª            | 2'17"9           | 4ª               | Non qualificata | Non qualificata | Non qualificata | 19ª       |
| Individuale      | Barbara Moriggl                  | 2'19"12        | 33ª            | Non qualificata  | Non qualificata  | Non qualificata | Non qualificata | Non qualificata | 33ª       |
| Sprint a squadre | Arianna Follis Gabriella Paruzzi | N.D.           | N.D.           | N.D.             | N.D.             | 17'32"6         | 3ª              | 17'24"8         | 7ª        |

## Short track
| Gara             | Atleta                                                          | Batterie | Batterie | Quarti di finale | Quarti di finale | Semifinali      | Semifinali      | Finale          | Finale |
| Gara             | Atleta                                                          | Tempo    | Pos.     | Tempo            | Pos.             | Tempo           | Pos.            | Tempo           | Pos.   |
| ---------------- | --------------------------------------------------------------- | -------- | -------- | ---------------- | ---------------- | --------------- | --------------- | --------------- | ------ |
| 500 m            | Nicola Rodigari                                                 | 42"189   | 2º       | 43"701           | 2º               | 43"131          | 4º              | 42"398          | 7º     |
| 500 m            | Roberto Serra                                                   | 43"120   | 2º       | 42"773           | 3º               | Non qualificato | Non qualificato | Non qualificato | 9º     |
| 1000 m           | Fabio Carta                                                     | 1'27"826 | 2º       | 1'27"656         | 3º               | Non qualificato | Non qualificato | Non qualificato | 8º     |
| 1000 m           | Nicola Rodigari                                                 | 1'41"184 | 2º       | 1'41"240         | 2º               | Non qualificato | Non qualificato | Non qualificato | 7º     |
| 1500 m           | Fabio Carta                                                     | 2'27"799 | 3º       | N.D.             | N.D.             | 2'19"724        | 3º              | 2'24"658        | 7º     |
| 1500 m           | Nicola Rodigari                                                 | 2'29"885 | 3º       | N.D.             | N.D.             | 2'18"615        | 6º              | Non qualificato | 14º    |
| 5000 m staffetta | Fabio Carta Nicola Rodigari Nicola Franceschina Yuri Confortola | N.D.     | N.D.     | N.D.             | N.D.             | 7'07"357        | 3º              | 6'48"597        | 4º     |

| Gara             | Atleta                                             | Batterie | Batterie | Quarti di finale | Quarti di finale | Semifinali      | Semifinali      | Finale          | Finale |
| Gara             | Atleta                                             | Tempo    | Pos.     | Tempo            | Pos.             | Tempo           | Pos.            | Tempo           | Pos.   |
| ---------------- | -------------------------------------------------- | -------- | -------- | ---------------- | ---------------- | --------------- | --------------- | --------------- | ------ |
| 500 m            | Marta Capurso                                      | 45"217   | 2ª       | 44"438           | 2ª               | 45"204          | 4ª              | 46"899          | 5ª     |
| 500 m            | Arianna Fontana                                    | 45"398   | 2ª       | 44"948           | 3ª               | Non qualificata | Non qualificata | Non qualificata | 11ª    |
| 1000 m           | Marta Capurso                                      | DSQ      | DSQ      | DSQ              | DSQ              | DSQ             | DSQ             | DSQ             | DSQ    |
| 1000 m           | Arianna Fontana                                    | 1'32"033 | 2ª       | 1'33"401         | 1ª               | 1'33"228        | 4ª              | 1'34"269        | 6ª     |
| 1500 m           | Marta Capurso                                      | 2'31"053 | 2ª       | N.D.             | N.D.             | 2'27"291        | 4ª              | 2'30"054        | 9ª     |
| 1500 m           | Katia Zini                                         | 2'41"561 | 3ª       | N.D.             | N.D.             | 2'23"141        | 4ª              | 2'30"164        | 10ª    |
| 3000 m staffetta | Marta Capurso Arianna Fontana Katia Zini Mara Zini | N.D.     | N.D.     | N.D.             | N.D.             | 4'19"797        | 2ª              | 4'20"030        |        |

## Skeleton
| Gara              | Atleta             | Manche 1 | Manche 2 | Totale  | Posizione |
| ----------------- | ------------------ | -------- | -------- | ------- | --------- |
| Singolo maschile  | Maurizio Oioli     | 59"28    | 59"24    | 1'58"52 | 12º       |
| Singolo femminile | Costanza Zanoletti | 1'00"99  | 1'01"18  | 2'02"17 | 5ª        |

## Slittino
| Gara              | Atleta                                    | Manche 1 | Manche 2 | Manche 3 | Manche 4 | Totale   | Posizione |
| ----------------- | ----------------------------------------- | -------- | -------- | -------- | -------- | -------- | --------- |
| Singolo femminile | Anastasija Oberstolz-Antonova             | DNF      | DNF      | DNF      | DNF      | DNF      | DNF       |
| Singolo femminile | Sarah Podorieszach                        | 47"858   | 47"647   | 47"519   | 47"850   | 3'10"874 | 11ª       |
| Singolo maschile  | Wilfried Huber                            | 52"095   | 51"748   | 51"848   | 51"984   | 3'27"675 | 10º       |
| Singolo maschile  | Reinhold Rainer                           | 51"926   | 51"696   | 51"647   | 51"733   | 3'27"002 | 8º        |
| Singolo maschile  | Armin Zöggeler                            | 51"718   | 51"414   | 51"430   | 51"526   | 3'26"008 |           |
| Doppio maschile   | Christian Oberstolz Patrick Gruber        | 47"620   | 47"620   | 47"336   | 47"336   | 1'34"956 | 5º        |
| Doppio maschile   | Gerhard Plankensteiner Oswald Haselrieder | 47"236   | 47"236   | 47"694   | 47"694   | 1'34"930 |           |

## Snowboard
| Gara               | Atleta            | Qualificazioni | Qualificazioni | Semifinali | Semifinali | Finale          | Finale    |
| Gara               | Atleta            | Punteggio      | Pos.           | Punteggio  | Pos.       | Punteggio       | Posizione |
| ------------------ | ----------------- | -------------- | -------------- | ---------- | ---------- | --------------- | --------- |
| Halfpipe maschile  | Giacomo Kratter   | 12,8           | 36º            | 37,0       | 7º         | Non qualificato | 13º       |
| Halfpipe maschile  | Manuel Pietropoli | 12,3           | 37º            | 4,1        | 37º        | Non qualificato | 43º       |
| Halfpipe femminile | Tania Detomas     | 29,7           | 13ª            | 33,6       | 8ª         | Non qualificata | 14ª       |
| Halfpipe femminile | Romina Masolini   | 12,7           | 27ª            | 20,5       | 19ª        | Non qualificata | 25ª       |

| Gara                        | Atleta              | Qualificazioni | Qualificazioni | Ottavi          | Ottavi          | Quarti          | Quarti          | Semifinale      | Semifinale      | Finale          | Finale |
| --------------------------- | ------------------- | -------------- | -------------- | --------------- | --------------- | --------------- | --------------- | --------------- | --------------- | --------------- | ------ |
| Gigante parallelo maschile  | Meinhard Erlacher   | 1'13"22        | 22º            | Non qualificato | Non qualificato | Non qualificato | Non qualificato | Non qualificato | Non qualificato | Non qualificato | 22º    |
| Gigante parallelo maschile  | Roland Fischnaller  | 1'11"61        | 12º            | R. Fischnaller  | +0"51           | Non qualificato | Non qualificato | Non qualificato | Non qualificato | Non qualificato | 9º     |
| Gigante parallelo maschile  | Roland Fischnaller  | 1'11"61        | 12º            | G. Jaquet       |                 | Non qualificato | Non qualificato | Non qualificato | Non qualificato | Non qualificato | 9º     |
| Gigante parallelo maschile  | Rudy Galli          | DSQ            | DSQ            | DSQ             | DSQ             | DSQ             | DSQ             | DSQ             | DSQ             | DSQ             | DSQ    |
| Gigante parallelo maschile  | Simone Salvati      | 1'13"48        | 24º            | Non qualificato | Non qualificato | Non qualificato | Non qualificato | Non qualificato | Non qualificato | Non qualificato | 24º    |
| Gigante parallelo femminile | Corinna Boccacini   | 1'23"40        | 19ª            | Non qualificata | Non qualificata | Non qualificata | Non qualificata | Non qualificata | Non qualificata | Non qualificata | 19ª    |
| Gigante parallelo femminile | Isabella Dal Balcon | 1'22"55        | 13ª            | I. Dal Balcon   | +18"13          | Non qualificata | Non qualificata | Non qualificata | Non qualificata | Non qualificata | 13ª    |
| Gigante parallelo femminile | Isabella Dal Balcon | 1'22"55        | 13ª            | S. Boldykova    |                 | Non qualificata | Non qualificata | Non qualificata | Non qualificata | Non qualificata | 13ª    |
| Gigante parallelo femminile | Marion Posch        | 1'12"89        | 15ª            | M. Posch        | +0"96           | Non qualificata | Non qualificata | Non qualificata | Non qualificata | Non qualificata | 15ª    |
| Gigante parallelo femminile | Marion Posch        | 1'12"89        | 15ª            | R. Fletcher     |                 | Non qualificata | Non qualificata | Non qualificata | Non qualificata | Non qualificata | 15ª    |
| Gigante parallelo femminile | Carmen Ranigler     | 1'25"23        | 26ª            | Non qualificata | Non qualificata | Non qualificata | Non qualificata | Non qualificata | Non qualificata | Non qualificata | 26ª    |

| Gara                      | Atleta              | Qualificazioni | Qualificazioni | Ottavi          | Quarti          | Semifinali      | Finale |
| ------------------------- | ------------------- | -------------- | -------------- | --------------- | --------------- | --------------- | ------ |
| Snowboard cross maschile  | Simone Malusà       | 1'23"53        | 33º            | Non qualificato | Non qualificato | Non qualificato | 33º    |
| Snowboard cross maschile  | Stefano Pozzolini   | 1'22"23        | 19º            | 3º              | Non qualificato | Non qualificato | 24º    |
| Snowboard cross maschile  | Alberto Schiavon    | 1'22"38        | 22º            | 3º              | Non qualificato | Non qualificato | 26º    |
| Snowboard cross maschile  | Tommaso Tagliaferri | 1'20"93        | 4º             | 2º              | 3º              | Non qualificato | 11º    |
| Snowboard cross femminile | Carmen Ranigler     | 1'32"91        | 16ª            | Non qualificata | Non qualificata | Non qualificata | 16ª    |